# Peste de Cyprien
La peste de Cyprien (quelquefois dénommée peste de Saint-Cyprien) est le nom traditionnel d'une épidémie qui toucha diverses régions de l'Empire romain durant le IIIe siècle et pour laquelle Cyprien, évêque de Carthage, principal commentateur de cette pandémie, évoqua une vengeance divine.
L'agent de la peste est hautement spéculatif en raison des descriptions contemporaines à cette épidémie, mais aussi de la possibilité que cela puisse concerner d'autres infections telles que le typhus, la variole, la grippe pandémique ou la fièvre hémorragique virale (filovirus) comme le virus Ébola, toutes évoquées par des études spécialisées.

## Contexte historique et social
Pour des articles plus généraux, voir Anarchie militaire et Trente Tyrans (Rome).
La période comprise entre 235 et 268 est assez instable politiquement dans l’Empire romain. Seize empereurs se sont succédé durant cette période.
L’arrivée de l’épidémie au niveau de la péninsule italienne est généralement fixée autour des années 250-251 pour se terminer en 271, période qui correspond tout d'abord au court règne de l’empereur Dèce, lequel avait associé son fils Herennius au pouvoir et auquel succédera Trébonien Galle de juin 251 à août 253, puis de nouvelles luttes intestines entre prétendants et usurpateurs au titre d’Impérator, Valérien va régner entre jusqu’en 260, puis son fils Gallien jusqu’en 268.
C’est également une période de guerre durant laquelle les Perses envahissent la Mésopotamie et les tribus germaniques tentent d’envahir la Gaule. En 260, incapable de se défendre contre une sécession, la partie orientale de l’Empire tombe sous le contrôle de Palmyre durant quatorze ans, puis l’empereur Aurélien réussit à réunifier l’Empire à partir de 270. Le manque de soldats (probablement dû à l’épidémie) se fait cruellement sentir durant cette période.

## Témoignages et évocations
La mission archéologique italienne, basée à Louxor, a découvert un complexe funéraire dans l'ancienne cité de Thèbes où la chaux fut utilisée comme désinfectant. D'après le responsable de la mission Francesco Tiradritti, chef de l'équipe, tout indique que cette maladie « a été oubliée pendant des siècles jusqu'à ce que des pilleurs de tombe entrent dans le complexe au début du XIXe siècle » Son équipe a daté des fragments de poteries, présents dans les fours, correspondant à la période de la  « Peste de Cyprien », une série d'épidémies qui ont ravagé l'Empire romain, dont faisait partie l'Égypte au milieu du IIIe siècle. Selon Tiradritti, l'extraction d'ADN des corps pour identifier la maladie serait cependant impossible en raison du climat spécifique à l'Égypte.

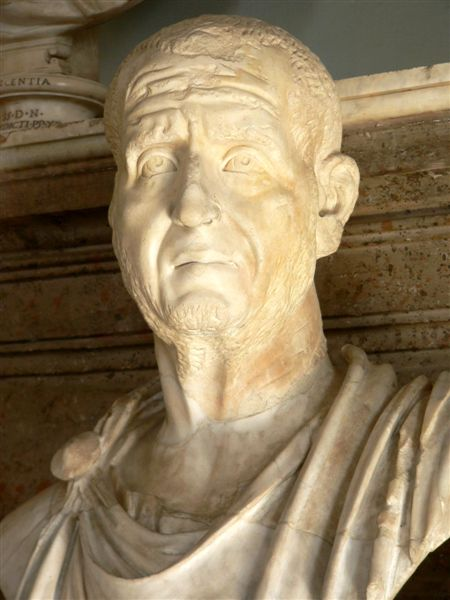
C'est généralement sous le règne de Dèce (buste), c'est-à-dire autour de 250-251 qu'est fixé la date de l'apparition de l'épidémie dans l'Empire romain

D’après l’ouvrage De mortalitate écrit en latin par l’évêque Cyprien de Carthage, les victimes de la peste auraient terriblement souffert de maux divers. Selon l'évêque, « les intestins sont secoués par un vomissement continuel, [et] les yeux sont en feu avec sang injecté ». Il ajoute « Dans certains cas, les pieds ou certaines parties des membres se détachent à cause de la contagion de la putréfaction suite à la maladie [...] ».
Selon un ouvrage publié en français en 1849 et conservé par la British Library à Londres, la contagion serait apparue en Éthiopie et finit par s'étendre en Égypte, en Asie Mineure, puis en Grèce en Italie et en Gaule. Présentée comme peu répandue à l'époque de Dèce, avec des périodes de reculs, elle fut cependant très virulente en Afrique du Nord et « dévora l'Empire durant dix-huit ans ».

## Interprétations médicales
L'étendue et la virulence de cette épidémie antique de peste supposé est indéniable. Les scientifiques actuels estiment qu’il pourrait s'agir d’une forme de variole ou de rougeole, mais aucun élément ne peut l’attester formellement.
De nombreux épidémiologistes ont analysé les observations de l’évêque de Carthage et ceux-ci concluent que les pathologies décrites ne correspondent pas aux effets produits par une pandémie de choléra, typhus ou variole. Les historiens ont longtemps cru que la pandémie pouvait être liée à une forme de rougeole mais la forme hémorragique de la maladie a fini par entraîner le rejet de cette hypothèse. Les plus récentes recherches soutiennent que cette pandémie serait le produit d’une fièvre hémorragique virale similaire à la fièvre jaune ou à la maladie à virus Ebola.
La peste de Cyprien, comme la peste antonine, aurait été favorisée par un climat particulièrement froid, selon des travaux publiés en 2024. À partir du deuxième siècle, les conditions deviennent de plus en plus fraîches et de plus en plus sèches dans l'Empire romain, coïncidant alors avec trois pandémies, notent les chercheurs. De plus, le stress induit par le climat pourrait avoir joué un rôle de déclencheur ou d’amplificateur d’une épidémie, dans l’apparition ou l’intensification de la mortalité épidémique.

## Conséquences historiques
Kyle Harper, professeur d’histoire à l’université de l’Oklahoma, auteur d'un ouvrage publié en français en 2019 dénommé Comment l’Empire romain s’est effondré : le climat, les maladies et la chute de Rome, soutient l'hypothèse que les variations climatiques, mais aussi les épidémies comme celle de Cyprien seraient en grande partie responsables du déclin de l'Empire romain d'Occident et pas uniquement les invasions barbares, souvent évoquées comme principale cause de cette fin